# Grafton Flyford
Grafton Flyford – wieś w Anglii, w hrabstwie Worcestershire, w dystrykcie Wychavon. Leży 12 km na wschód od miasta Worcester i 154 km na północny zachód od Londynu.